# 藥山郡
藥山郡，中国南北朝时设置的郡。
南朝梁分益阳县地置藥山郡。治药山县（今湖南省沅江市西南）。辖境相当今湖南省沅江市地。下辖药山县、重华县，属郢州，一说湘州。南朝陈属武州。隋文帝开皇九年（589年），隋灭陈，废藥山郡。药山县改为安乐县，和重华县一起归属巴州（巴陵郡）。